# Sphecosoma metamela
Sphecosoma metamela är en fjärilsart som beskrevs av George Francis Hampson 1905. Sphecosoma metamela ingår i släktet Sphecosoma och familjen björnspinnare. Inga underarter finns listade i Catalogue of Life.